# NGC 203
NGC 203 (другие обозначения — NGC 211, MCG 0-2-114, ZWG 383.61, PGC 2393) — линзообразная галактика (S0) в созвездии Рыб. Открыта Ральфом Коуплендом в 1873 году.
По всей видимости, галактика обладает ящикообразным балджем, и, возможно, кольцом.
Этот объект занесён в Новый общий каталог несколько раз, с обозначениями NGC 203, NGC 211. Второе обозначение связано с тем, что эту же галактику наблюдал в 1876 году Эдуард Стефан: он записывал координаты объекта относительно опорной звезды, однако ошибся с опорной звездой, так что получил другие координаты самой галактики.